# George Jackson (sång)
George Jackson är en låt skriven och lanserad av Bob Dylan 1971. Låten släpptes enbart på singel, och den innehöll två versioner av samma låt, en med orkester kallad "Big band version", och en akustisk version. Första gången låten kom med på album var på samlingsalbumet Masterpieces 1978.
Dylan skrev låten efter att aktivisten George Jackson, känd för sitt medlemskap i Svarta pantrarna skjutits till döds av vakter vid fängelset San Quentin under ett flyktförsök. Låten skrevs i en annars mycket tillbakadragen tid i Bob Dylans liv. Detta var en av få helt nya Bob Dylan-låtar som kom ut under åren 1971-1972, och det dröjde sedan till 1973 innan Dylan återkom med ny musik.

## Listplaceringar
- Billboard 200, USA: #33[1]
- Nederländerna: #11[2]
- Kvällstoppen, Sverige: #19[3]
- Tio i topp, Sverige: #7[4]